# Suratbecken
Das Suratbecken (Surat Basin) ist ein Sedimentbecken im Großen Artesischen Becken von Australien. Es erstreckt sich über eine Fläche von 300.000 km, wovon ein Drittel im nördlichen Teil von New South Wales und der restliche Teil im südlichen zentralen Queensland liegt.

## Geologie
Die Ablagerungen des Beckens, die sich ziemlich kontinuierlich und großflächig ausbreiten, erreichen eine Höhe von bis zu 2.500 m. Im frühen Jura erfolgten die Ablagerungen durch Flüsse. Im Mittleren Jura entstanden Kohlefelder, von denen bislang 100 entdeckt wurden und etwa die Hälfte davon abgebaut wird. Im Norden des Beckens bildeten sich weiter Flussablagerungen und Seen und am Ende des Mittleren Jura dominierten wieder Flussablagerungen, bis sich in der Kreidezeit Seeablagerungen absetzten. Im Perm wurden Ablagerungen des darunter liegenden Bowenbeckens hochgehoben, die nicht aus Seeablagerungen stammen. 

## Wirtschaftliche Nutzung
Das Suratbecken erstreckt sich relativ gleichmäßig flach mit wenigen unbedeutenden kleinen Erhöhungen über Land. Es ist durch Landwirtschaft und bergbauliche Nutzung (Kohleabbau) geprägt. Im Sedimentbecken finden sich auch kleine Gasfelder, die aber nicht abgebaut werden.
Aus dem Kohlevorkommen wird auch Flözgas (Coal Bed Methane) für den australischen Markt gewonnen. Das Gas wird über die Roma- und Brisbane-Pipeline aus der Region transportiert. Beabsichtigt ist künftig, auch die Vorkommen von Flüssiggas in und bei Gladstone zu erschließen, um damit den internationalen Markt zu bedienen.